# Walthamský systém vedení nákladového účetnictví
Walthamský systém byl jedním z nejrozšířenějších účetních systémů používaných v textilních podnicích v 1. polovině 19. století. Vznikl ve společnosti Boston Manufacturing Company, sídlící ve Walthamu. Principy Walthamského systému se zachovaly v účetních zápisech společnosti Lyman Mills Corporation, založené koncem 40. let 19. století.  
Základem Walthamského systému byly dva hlavní druhy účtů. Na prvním z nich se evidovaly přímé a nepřímé výrobní náklady (spotřeba bavlny, náklady na pracovní sílu, režijní náklady výrobního závodu). Na druhém účtu se evidovaly náklady ústředí – náklady na pořízení výrobních zařízení, činnost ústředí, pořízení zásob či náklady na financování podniku.  Do ceny materiálu bylo zahrnováno dopravné a pojištění. Režijní náklady byly rozvrhovány podle různých kritérií, například podle plošné výměry nebo podle spotřeby materiálu, obvykle jako náklad za určité období. Do nákladů na jednotku produkce byly zpočátku zahrnovány pouze přímý materiál a práce, později se součástí nákladové ceny produktů staly i režijní náklady. 
Význam Walthamského systému spočíval v poskytování informací pro operativní řízení, zejména pro hodnocení hospodárnosti jednotlivých kroků ve výrobě. Díky jeho používání bylo možné zjišťovat hodnotu polotovarů a meziproduktů ve výrobě, které nebylo možné ocenit tržní cenou. Pozornost byla zaměřována zejména na přímé náklady, a z nich zejména na mzdové náklady, jejichž analýzou bylo možné srovnávat produktivitu dělníků v jednotlivých textilních závodech. Měření výkonnosti dělníků bylo vyžadováno skutečností, že od 30. let 19. století byla vyplácena mzda podle odpracovaného času, nikoli podle odvedeného množství. 